# 麁玉村
麁玉村（あらたまむら）は、かつて静岡県引佐郡に存在した村である。

## 沿革
- 1889年（明治22年）4月1日 - 町村制施行により、麁玉郡新原村・宮口村・灰木村・大平村・堀谷村の区域をもって成立。
- 1896年（明治29年）4月1日 - 所属が引佐郡に変更。
- 1951年（昭和26年） - 大字新原の一部を北浜村に編入し、北浜村大字小林の一部を大字新原に編入。
- 1956年（昭和31年）4月1日 - 浜名郡浜名町・赤佐村・北浜村・中瀬村と合併し、浜名郡浜北町となる。

## 交通

### 鉄道路線
- 日本国有鉄道
  - 二俣線：宮口駅
- 西遠鉄道
  - 西遠鉄道線（1937年廃止）：下新原駅 - 中新原駅 - 上新原駅 - 段ノ下駅 - 宮口駅